# 77-es főút (Magyarország)

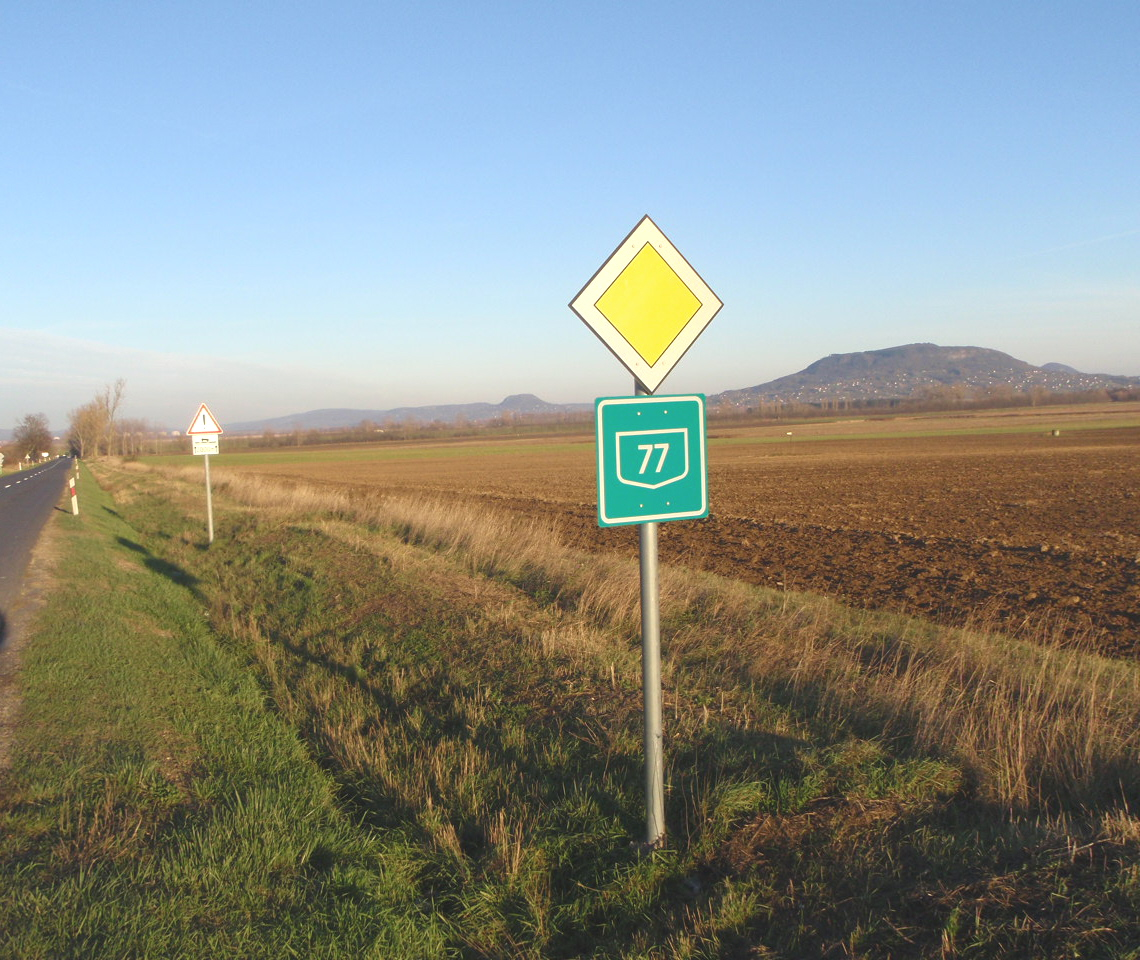
A 77-es főút vége Lesencetomajnál, háttérben a Szent György-hegy

A 77-es számú főút Veszprém területén, a 8-as főúttól indul és a Káli-medencét északról érintve, majd nyugatra haladva a Tapolcai-medencén át éri el Tapolcát, onnan pedig délnyugatra fordulva – Lesencetomajt elkerülve – a 84-es főutat.

## Vonalvezetése
A főút a Balaton-felvidéki Nemzeti Park részét képező Káli-medencét és Tapolcai-medencét érintve halad a Balatontól északra. A nyomvonala számos tanúhegy közelében halad el, így a Szent György-hegy mellett is.

## Története
A főút kialakítását a Balaton Kiemelt Üdülőkörzet Területrendezési Tervének elfogadásáról és a Balatoni Területrendezési Szabályzat megállapításáról szóló 2000. évi CXII. törvény irányozta elő. 2013. július 1-jén nevezték ki főútnak, amikor is életbe lépett a főúthálózatot is magába foglaló díjfizetéses rendszer. Korábban a főút a 7301. jelű Veszprém-Tapolca-Lesencetomaj összekötő út jelölést viselte és mellékútnak minősült, bár a KRESZ szerint főútvonalnak számított. Még korábban, 1963 előtt az útvonal a 74-es számot viselte.
A Balaton-törvény alapján a főút tapolcai szakaszát a várost északról elkerülve, új nyomvonalon tervezik kiépíteni.

## Települések az út mentén
- Veszprém
- Nemesvámos
- Tótvázsony
- Nagyvázsony
- Pula
- Vigántpetend
- Kapolcs
- Monostorapáti
- Diszel
- Tapolca
- Lesencetomaj

A dőlt betűvel jelölt települések lakott területét nem érinti az út.

## Mai helyzete
A korábbi mellékútból beavatkozás nélkül került a főút kialakításra, új főutat jelölő táblák elhelyezésével.

## Hídjai
Öt jelentősebb hídja van, ezek az alábbiak:
- a vigántpetendi Eger-víz-híd a 24+497 kilométerszelvényében, amely 1962-ben épült;
- a Vigántpetend-Pula közötti Eger-víz-híd a 27+404 kilométerszelvényében, amely az előbbivel egykorú;
- a kapolcsi Raskó-patak-híd a 29+158 kilométerszelvényében, amelyet 1960-ban adtak át a forgalomnak;
- Monostorapáti területén az Eger-víz egy újabb hídja a 36+413 kilométerszelvényében, amely valamikor 1944 és 1950 között épülhetett;
- és a diszeli Eger-víz-híd a 40+372 kilométerszelvényében, amely 1981-ben épült.[1]